# Серотонін

Гідроксильна група на С5 L-триптофану без карбоксильної групи визначає хімічну назву серотоніну — 5-гідрокситриптамін.

Серотоні́н (5-гідрокситриптамін) — нейромедіатор. Його часто описують як «гормон радості та щастя», втім його реальна біологічна функція складніша: він модулює пізнання, нагороду, навчання, пам'ять та численні фізіологічні процеси, такі як блювання та звуження судин.
Біогенний амін, попередником якого є гідроксильований триптофан (5 — гідрокситріптофан), що підлягає декарбоксилюванню за участю ПАЛФ — залежної декарбоксилази з утворенням біологічного активного аміну.

## Історія відкриття
У 1935 році італійський фармаколог Вітторіо Ерспамер вперше виділив речовину зі слизової шлунково-кишкового тракту, що скорочує гладку мускулатуру. Деякі вважали, що це був лише адреналін, але тільки через два роки першовідкривачу вдалося довести, що цією речовиною виявився раніше невідомий амін. Ерспамер назвав отримане з'єднання «ентераміном». 1948 року Моріс Рапорт, Арда Грін і Ірвін Пейдж в клініці Клівленда виявили судинозвужувальну речовину в сироватці крові, яку назвали «серотоніном».
Структуру цієї речовини, яку запропонував Моріс Рапорт, 1951 року було підтверджено хімічним синтезом. 1952 року було доведено, що ентерамін і серотонін — одна і та ж речовина. 1953 року нейрофізіологам Ірвіну Пейджу і Бетті Тверег вдалося виявити серотонін в головному мозку.
Після відкриття серотоніну почалося вивчення його рецепторів. У 1957 Джон Гаддум провів ряд досліджень, за підсумками яких з'ясувалося, що серотонінові рецептори неоднорідні: здатність серотоніну скорочувати гладкі м'язи блокувалася Діетиламід Д-лізергінової кислоти (ЛСД — потужний галюциноген і психотропний препарат поводився як агоніст серотоніну в периферичних тканинах), а властивість порушувати вегетативні нервові вузли запобігалась морфіном. Відповідні рецептори були названі «Д» — і «М» -серотоніновими рецепторами. У 90-х роках XX століття за допомогою методів молекулярної біології вдалося з'ясувати, що існують, принаймні, 14 видів серотонінових рецепторів, які відповідають за різноманітні функції серотоніну.

## Біологічні функції серотоніну
Біологічні функції серотоніну в організмі людини різноманітні. Крім нейромедіаторної дії в спеціальних (серотонінергічних) ділянках центральної нервової системи та участі в реалізації складних інтегративних психічних функцій, серотонін здійснює регуляторні ефекти щодо діяльності гладких м'язів та, відповідно, функцій серцево-судинної системи, шлунково-кишкового тракту, бронхів, модулює розвиток запальних та алергічних реакцій, процесів згортання крові. У центральній нервовій системі людини серотонін виконує функцію медіатора для спеціальних серотонінергічних нейронів і модулятора дії інших нейротрансмітерів.

## Рецептори серотоніну
Рецептори серотоніну розподіляються на окремі типи: (5-НТ1, 5-НТ2, 5-НТ3, 5-НТ4), які диференціюються за чутливістю до агоністів та антагоністів.
Серотонінові рецептори належать до 11 класу (метаботропних), але розрізняються за характером метаболічних реакцій, що супроводжують їх стимуляцію:
- Збудження 5-НТ1 рецепторів призводить через зв'язуючий N-білок трансдуктор до активації серотонін-чутливої аденілатциклази й зростання рівня АМФ;
- Збудження 5-НТ2 рецепторів супроводжується зростанням у цитозолі концентрації іонів кальцію шляхом їхнього вивільнення з внутрішньоклітинних депо та активацією Са-залежних біохімічних процесів.

## Фізіологічна роль серотоніну
Фізіологічна роль серотоніну в головному мозку людини розглядається у зв'язку з регуляцією таких психоемоційних реакцій, як тривога, неспокій, агресивність, нав'язливі думки та дії, фобії, імпульсивні потяги, сексуальна поведінка, контроль циклів фізіологічного сну тощо, що дозволило визначати серотонін як медіатор гарного самопочуття.
Порушення обміну серотоніну, зокрема його низький рівень у певних ділянках мозку, та функції серотонінових рецепторів впливають на патогенез депресивних і неспокійливих станів, неврозів, шизофренії, алкоголізму, наркоманії, та інших психічних розладів. Низький рівень серотоніну викликає у людини агресивну поведінку та озлобленість. Низький рівень серотоніну в мозку людини спричинює характерні для депресії та неврозів симптоми. Так, зокрема, дефіцит серотоніну в головному мозку та спинномозковій рідині виявлено у хворих із важкими станами депресії, що здійснювали суїцидальні акти (самогубства). Потяг до етилового алкоголю в піддослідних щурів залежить від функції серотонінових рецепторів, локалізованих у лімбічній системі. ФАС, що впливають серотонінергічну передачу імпульсів, зокрема інгібітори зворотного синаптичного захоплення. 5—НТ зменшують споживання експериментальними тваринами алкоголю. Рівень серотоніну у мозку людини може понижуватись під впливом таких факторів, як сильний стрес, тривале перебування у малоосвітленому середовищі, прийом певних ліків, алкоголю, нікотину, кофеїну тощо. Зокрема, перебування у малоосвітленому середовищі може призвести до виникнення сезонної депресії та загострення інших психічних розладів.
Відповідно до зазначеного, модуляція фізіологічних і біохімічних ефектів серотоніну є основою фармакологічних ефектів багатьох психотропних і нейротропних препаратів. Найвищий вміст серотоніну знайдено в ентерохромафінних клітинах дванадцятипалої кишки, тромбоцитах, тучних клітинах сполучної тканини, центральній нервовій системі. В головному мозку людини серотонін розподілений нерівномірно: найбільша його кількість міститься в гіпоталамічній ділянці та середньому мозку.
Для підвищення рівня серотоніну у мозку людини при різних психічних розладах використовують синтетичні та природні антидепресанти.

## Катаболізм серотоніну
Катаболізм серотоніну в організмі, як і інших фізіологічно активних амінів, відбувається за участю мітохондріальної моноамінооксидази; в результаті реакції утворюється 5—оксіїндолацетальдегід, який окислюється до кінцевого метаболіту — 5—оксіїндолоцтової кислоти, що виділяється із сечею.

## Патологічні стани
Серотонін може секретувати карциноїд — нейроендокринна пухлина, що може призводити до розвитку карциноїдного синдрому

### Книги
- Basic Neurochemistry: Molecular, Cellular and Medical Aspects (8th ed.) / Edited by Scott T. Brady, George J. Siegel et al. — Academic Press, 2012. ISBN 978-0-12-374947-5 [сторінка?]
- Molecular biology of the cell (6th ed) / Alberts B. Johnson A. Lewis J. Morgan D. Raff M. C. Roberts K. Walter P. Wilson J. H. & Hunt T. Garland Science Taylor and Francis Group, 2015. [сторінка?]
- From Molecules to Networks An Introduction to Cellular and Molecular Neuroscience. / John H. Byrne, Ruth Heidelberger and M. Neal. Academic Press, 2014. ISBN 978-0-12-397179-1 [сторінка?]
- Principles of neural science (6th ed.) / Kandel, E. R., Schwartz, J. H., & Jessell, T. M. McGraw-Hill, Health Professions Division, 2019. [сторінка?]

### Журнали
- Journal of Neurochemistry[відсутнє в джерелі]
- Neurochemistry International[відсутнє в джерелі]
- Nature: Neuropsychopharmacology[відсутнє в джерелі]
- NeuroPharmacology[відсутнє в джерелі]
- Molecular Neurobiology[відсутнє в джерелі]
- Neuron[відсутнє в джерелі]
- Journal of Neuroscience[відсутнє в джерелі]
- Nature: Neuroscience[відсутнє в джерелі]
- Nature Reviews: Neuroscience[відсутнє в джерелі]
- Cell: Trends in Neurosciences[відсутнє в джерелі]